# Westfália
Westfália is een gemeente in de Braziliaanse deelstaat Rio Grande do Sul. De gemeente telt 2.843 inwoners (schatting 2009).